# Victoria Waterfield

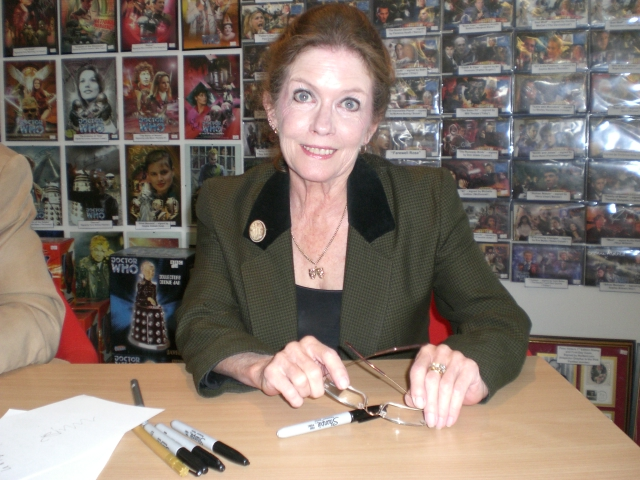
Deborah Watling, odtwórczyni roli Victorii w 2008 roku.

Victoria Waterfield – postać fikcyjna związana z brytyjskim serialem science fiction pt. Doktor Who, w którą wcieliła się Deborah Watling. Victoria była towarzyszką drugiej inkarnacji Doktora, głównej postaci serialu. Postać ta pojawiała się regularnie w latach 1967–1968, występując pod koniec sezonu czwartego i w sezonie piątym.
W archiwach BBC z jej występów istnieją tylko dwie historie w całości zachowane, a mianowicie The Tomb of the Cybermen i The Enemy of the World. Pozostałe albo są niekompletne, albo ich w ogóle nie ma.
Z okazji 30-lecia istnienia serialu Victoria pojawiła się w telewizyjnej produkcji pt. Dimensions in Time z 1993 roku. Ponadto pojawia się w filmie wideo, 6 słuchowiskach, 6 książkach, ponad 20 opowiadaniach i 3 komiksach.

## Historia postaci

### Serial
Po raz pierwszy Victoria pojawia się w historii The Evil of the Daleks. Była córką Edwarda Waterfielda, naukowca, który w 1866 eksperymentował z podróżą w czasie, przez co przykuł uwagę Daleków. Rasa Daleków postanowiła zatrzymać Victorię i dopiero pomoc Doktora i Jamiego sprawia, że Victoria ponownie zostaje wolna. Pod koniec historii dołącza do załogi TARDIS-a.
Victoria podczas podróży w czasie wykazuje się powierzchniowością oraz wrażliwością. Szczególnie dobre relacje utrzymywała z Jamiem, który wobec niej okazywał się opiekuńczością. W podróży miała okazje spotkać takich przeciwników Doktora jak Cybermeni, Wielka Inteligencja, Yeti czy Lodowi Wojownicy.
W historii Fury from the Deep postanawia odejść od Doktora i Jamiego, argumentując, że nie nadaje się do dalszej podróży w czasie.

### Inne występy
Victoria pojawia się w telewizyjnej mini-historii pt. Dimensions in Time z 1993 roku, gdzie na skutek zmian w czasie towarzyszy trzeciemu Doktorowi.
Postać ta pojawia się także w filmie pt. Downtime, w którym wraz z innymi uczniami uniwersytetu New World Univesity jest podporządkowana Wielkiej Inteligencji. Kiedy uświadamia sobie, że jest podporządkowana, pomaga dawnym towarzyszom Doktora, Sarze Jane Smith i brygadierowi Lethbridge-Stewart pokonać go.

## Występy

### Telewizyjne

#### Doktor Who
| Historia                 | Data premiery     | Data premiery     | Źródło            |
| Historia                 | Pierwszy odcinek  | Ostatni odcinek   | Źródło            |
| Sezon 4 (1966-67)        | Sezon 4 (1966-67) | Sezon 4 (1966-67) | Sezon 4 (1966-67) |
| ------------------------ | ----------------- | ----------------- | ----------------- |
| The Evil of the Daleks   | 20 maja 1967      | 1 lipca 1967      | [ 12 ] [ 5 ]      |
| Sezon 5 (1967-68)        |                   |                   |                   |
| The Tomb of the Cybermen | 2 września 1967   | 23 września 1967  | [ 13 ] [ 6 ]      |
| The Abominable Snowmen   | 30 września 1967  | 4 listopada 1967  | [ 14 ] [ 7 ]      |
| The Ice Warriors         | 11 listopada 1967 | 16 grudnia 1967   | [ 15 ] [ 9 ]      |
| The Enemy of the World   | 23 grudnia 1967   | 27 stycznia 1968  | [ 16 ] [ 17 ]     |
| The Web of Fear          | 3 lutego 1968     | 9 marca 1968      | [ 18 ] [ 8 ]      |
| Fury from the Deep       | 16 marca 1968     | 20 kwietnia 1968  | [ 19 ] [ 10 ]     |

#### Inne
| Historia           | Data premiery          | Źródło       |
| ------------------ | ---------------------- | ------------ |
| Dimensions in Time | 26 – 27 listopada 1993 | [ 3 ] [ 11 ] |

### Video
- Downtime[20][4]

### Audio
- The Great Space Elevator
- The Emperor of Eternity
- Power Play (z szóstym Doktorem)
- The Way Forwards

### Książki
- Virgin Missing Adventures
  - Twilight of the Gods
  - The Dark Path
- Past Doctor Adventures
  - Dreams of Empire
  - Heart of TARDIS
  - Combat Rock